# Grisopolo da Parma
Grisopolo (Grixopolos) da Parma (Parma, XIII secolo – XIII secolo) è stato un pittore italiano.

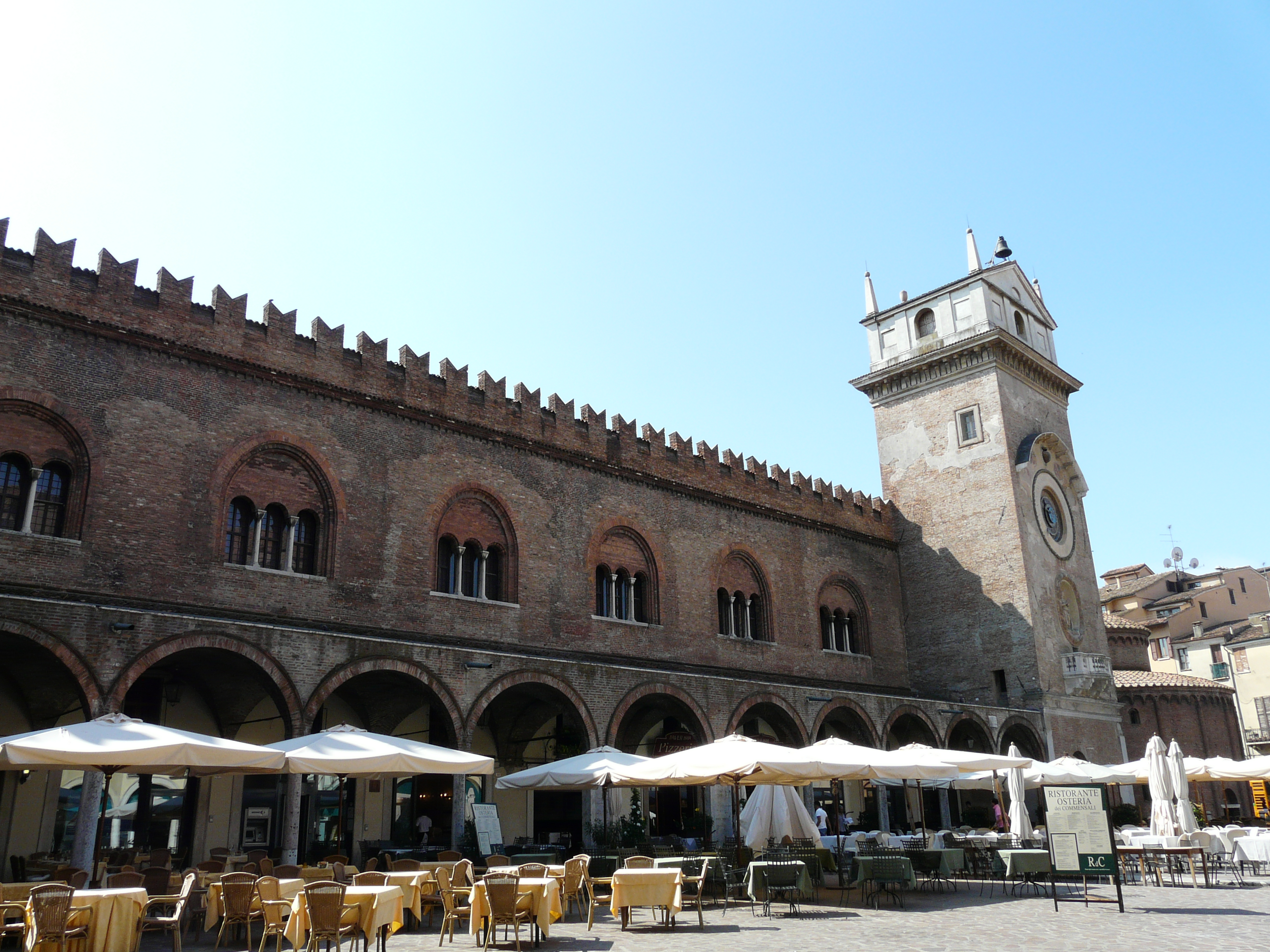
Mantova, Palazzo della Ragione

Fu attivo nel Duecento e si definiva pictor Par(men)sis.
Opere a lui attribuite sono presenti:
- Battistero di Parma[2]
- Palazzo della Ragione di Mantova[3][4]